# Jean Van Nérom
Jean Prosper Charles Léon Marie Edouard Van Nérom (ur. 9 lipca 1896 w Brukseli, zm. ?) – belgijski hokeista na trawie na igrzyskach olimpijskich w Antwerpii 1920. Wraz z drużyną zdobył brązowy medal.